# ピーター・D・ピーダーセン
ピーター・D・ピーダーセン（英語:Peter David Pedersen、1967年 - ）は、デンマーク出身の実業家。株式会社イースクエア共同創業者、リーダーシップ・アカデミーTACL代表、一般社団法人NELIS代表理事、学校法人大学院大学至善館教授、株式会社丸井グループ社外取締役、株式会社明治社外取締役。

## 来歴
1967年、デンマークに生まれる。
1984年〜1985年、栃木県立宇都宮高等学校に留学生として通う。
1988年〜1989年、ドイツ・デュッセルドルフの日系企業に勤める。
1989年、コペンハーゲン大学文化人類学部に入学。1990年〜1992年は大学を休学し、日本で英会話の講師および通訳者・翻訳家として働く。1995年に同大学を卒業。
1995年〜1998年、東京にて中小企業向けのコンサルティング、国際シンポジウムの企画・運営、雑誌の編集に従事。特に、中小企業の経営者にエコロジーと経営の接点をテーマとする。
1998年〜2000年、「将来の社会・経済像」をテーマとして出版企画に従事。マレーシア首相（当時）のマハティール・ビン・モハマド、シンガポール元首相のリー・クアンユー、経済学者のジョン・K・ガルブレイス、環境学者のレスター・R・ブラウン、社会学者のダニエル・ベル、未来学者のジョン・ネズビッツなどを訪問・取材し、日本向けの書籍を企画・監修する。
2000年〜2001年9月まで、東京メトロポリタンテレビジョン（東京MXテレビ）の『TOKYO NEWS upDate』『TOKYO MX NEWS』（平日夕方版）のキャスターを務めた。外国人キャスターは同局では初めてである。
2000年に環境・CSRコンサルティングを手掛ける株式会社イースクエアを木内孝とともに設立し、代表取締役社長に就任。
日本を代表する企業、大学、経済団体、省庁などと、数百にわたるプロジェクトやコンサルティング案件に携わる。また、環境・LOHAS （健康と環境を志向するライフスタイル）志向の新興企業や、志ある地方の経営者との協業にも積極的に取り組む。LOHASやカーボンニュートラル、カーボンオフセット、本来農業など、常に新しい時代を切り開くキーワードや思想をビジネスの世界に持ち込むべく、活動する。
2011年に株式会社イースクエア代表取締役社長を退任し、共同創業者に就任。
2013年より日本の今後の社会デザイン・社会モデルと、社会と共発展できる企業の在り方をテーマとして、執筆と講演・研修活動を始める。
2014年にリーダーシップ・アカデミーTACL代表に就任（株式会社トランスエージェント内）。NELIS－次世代リーダーのグローバルネットワークの共同代表。
2019年、大学院大学至善館教授に就任。

## 著書

### 単著
- 『レジリエント・カンパニー』東洋経済新報社、2014年12月19日。ISBN 4492557547。

- 『第5の競争軸』朝日新聞出版、2009年9月4日。ISBN 4023304441。

- 『LOHASに暮らす』ビジネス社、2006年1月1日。ISBN 4828412514。

### 共・編著
- 村尾信尚（責任編集）『日本を変えるプランB』関西学院大学出版会、2005年10月1日。ISBN 4907654804。

- ピーター・D・ピーダーセン・中村数子『ビジョンなき国のビジョンある人々』海象社、2002年1月21日。ISBN 4907717733。

- ピーター D. ピーダーセン (著), 竹林 征雄 (著)『SDGsビジネス戦略』　日刊工業新聞、2019年3月。ISBN 978-4-526-07922-1

### 翻訳
- Nature Technology - Creating a Fresh Approach to Technology and Lifestyle. Springer. (2014-01-10). ISBN 443154612X

## 主な出演番組
- 東京メトロポリタンテレビジョン
  - TOKYO NEWS upDate（2000年7月〜2001年3月、キャスター）
  - TOKYO MX NEWS（2001年4月〜9月、平日夕方キャスター）